# Arturo Oñativia
Arturo Oñativia (Ciudad de Salta, Argentina, 16 de abril de 1914-1 de abril de 1985) fue un médico argentino, que se desempeñó como interventor de facto de la provincia de Salta en 1956, durante la dictadura autodenominada Revolución Libertadora, y que es conocido por haber impulsado, como ministro de Asistencia Social y Salud Pública de la Nación, durante la presidencia de Arturo Illia (1963-1965), la Ley de Reforma del Sistema Hospitalario Nacional y de Hospitales de la Comunidad, la creación del Servicio Nacional de Agua Potable. Redactó la Ley de Medicamentos que lleva su nombre, estableciendo el carácter de bien social del medicamento, ley que afectó el lobby de la industria farmacéutica, a la que se ha atribuido ser una de las causas del derrocamiento del presidente Illia en 1966. Organizó y dirigió durante casi dos década el Instituto de Endocrinología de Salta, que hoy lleva su nombre. Tuvo un papel relevante en la erradicación de la endemia bocio cretínica en Argentina. Recibió en 1983 el Premio Konex de Bromatología, Nutrición y Tecnología de los Alimentos.

## Primeros años
Hijo de José María Oñativia y de Delicia Moreno Boedo. Cursa sus estudios secundarios en los Colegios Belgrano y Nacional de Salta, egresando en 1931. Ingresa posteriormente en la Facultad de Medicina de Buenos Aires, diplomándose en 1940 como médico. Su monografía de doctorado «Estudio clínico del síndrome adiposo genital», obtuvo un “sobresaliente”.

## Trayectoria

### Actividad profesional
Apenas se recibió empezó a trabajar como médico clínico en el Hospital de Emergencias Psiquiátricas Marcelo Torcuato de Alvear. En 1942 entró como médico endocrinólogo en el Hospital Rivadavia. Ambos hospitales, ubicados en la ciudad de Buenos Aires, en los que desempeñó múltiples cargos desde 1940 a 1951, así como en la Facultad de Medicina. Durante la dictadura autodenominada Revolución Libertadora, fue designado delegado Sanitario Federal del Ministerio de Acción y Salud Pública de la Nación, entre octubre de 1957 y julio de 1958.
En el período 1957/58 organizó y creó el Instituto del Bocio de la provincia de Salta, destinado a centralizar la investigación, estudio y profilaxis del bocio, que era una enfermedad endémica en su provincia natal. Renombrado en 1958 como Instituto de Endocrinología, fue dirigido por Oñativia desde su inauguración hasta su cesantía por la dictadura militar que tomó el poder en 1976. A su muerte en 1985, el instituto fue denominado Hospital Dr. Arturo Oñativia. En octubre de 1960, la Facultad de Medicina de la Universidad Nacional de Tucumán creó su propio Instituto de Endocrinología en el instituto salteño, quedando también bajo la dirección de Oñativia.
Realizó una intensa actividad en sociedades médicas, congresos, etc., de la cual se destaca su participación como miembro titular de la Sociedad Argentina de Endocrinología y Enfermedades de Nutrición y miembro Titular de la Sociedad de Medicina Interna de Buenos Aires. Fue intensa su colaboración con trabajos científicos en revistas nacionales y extranjeras, como en libros nacionales.
Durante la dictadura autodenominada Revolución Argentina, fue nombrado titular de la comisión del proyecto de factibilidad de la Universidad Nacional de Salta, que sostuvo la fundación de la misma en mayo de 1972.

### Actividad política
En diciembre de 1955, Oñativia fue designado por la dictadura gobernante como ministerio de Gobierno, Justicia e Instrucción Pública de la provincia de Salta, cargo en el que se desempeñó hasta mayo de 1956. Entre el 12 de mayo y el 16 de mayo de 1956 se desempeñó como interventor de facto de la provincia de Salta en 1956, durante la dictadura autodenominada Revolución Libertadora.
Militó activamente en la política desde las filas de la Unión Cívica Radical del Pueblo, ocupando importantes cargos directivos, inclusive la Presidencia del partido en su provincia; siendo además postulado a distintos cargos electivos. En las elecciones de 1962 fue candidato a gobernador de Salta por una alianza provincial de la UCRP y el Partido Laborista (neoperonista), en las que resultó segundo con 27,7% de los votos, siendo superado por el candidato justicialista (35,6%). En esas elecciones de 1962 no aceptó la designación de senador nacional con que había resuelto ungirlo la Legislatura provincial; pero, en octubre de 1963, el presidente de la Nación, Arturo Umberto Illia, en mérito a sus antecedentes profesionales, lo nombró ministro de Asistencia Social y Salud Pública de la Nación.
Oñativia impulsó la ley de Reforma del Sistema Hospitalario Nacional y de Hospitales de la Comunidad, la creación del Servicio Nacional de Agua Potable y la Ley de Medicamentos que le daba al medicamento un carácter de bien social al servicio de la Salud Pública y de la Sociedad. Falleció el 1 de abril de 1985.

## Orígenes familiares
Era hijo de José María Oñativia y de Delicia Moreno Boedo. Esta última provenía del seno de una familia de la provincia muy distinguida y de alto poder adquisitivo, siendo hija del catamarqueño José Heriberto Moreno y Figueroa y de la salteña Ofelia Boedo y Tamayo, una de las nietas de Mariano Boedo, vicepresidente del Congreso de Tucumán (firmante del acta de la Independencia argentina), y del teniente gobernador de Salta Juan Esteban Tamayo. Era sobrino de Ramón Moreno Boedo, político y hacendado, y de Ernesto Zenteno Boedo.

## Ley de Medicamentos de 1964 (Ley Oñativia)
La Ley 16.462 y 16.463, llamada ley Oñativia, estableció una política de precios y de control de medicamentos y receta según medicamento genérico, fijaba límites para los gastos de publicidad, y a los pagos al exterior en concepto de regalías y de compra de insumos. Esta ley, calificada de comunista por los sectores militares y las grandes empresas extranjeras, tuvo un peso decisivo en el proceso que culminaría con el derrocamiento del gobierno democrático de Illia el 28 de junio de 1966.

## Premios y reconocimientos
En 1983 recibió el Premio Konex de Platino y el Diploma al mérito por su trayectoria médica.